# 中国铁路19型客车
中国铁路19型客车是中国铁路供国际联运用的铁路客车。

## 概况
19型客车为国际联运A型客车尺寸，车体长23.6米，车体外部轮廓尺寸及结构与中国铁路22型客车基本相同。19型客车是用于中国、蒙古、苏联国际旅客联运的国际列车的专用车型，产量不大。
1967年由青岛四方机车车辆厂设计制造18型客车的同时还研制了YW19型客车。YW19型客车是高级卧铺包厢客车，有8个双人包厢， 在两个包厢之间设一个中间洗脸室，定员16人，自重51吨，采用UD3（準轨）/UD4（宽轨）型转向架。
1984～1985年由四方机车车辆厂设计制造新RW19型高级软卧车，改进提高舒适性、平稳性、防寒性，有8个双人包间，定员16人，自重52吨。
据中国铁路总公司运输局要求，2015年1月1日后厂修、段修19型客车，采用以橄榄绿为主色的涂装方案，通过腰饰带两端形状的淡黄色块数量区别不同的车型。目前19型客车标准涂装以绿色为底色，车窗上下侧分别喷印黄色条带，车窗上侧与车窗下侧的黄色条带宽度均相等且连续，与25B型、國際聯運25G型和25T型类似。